# عملية عمود دوران المخرطة
عملية عمود دوران المخرطة أو عملية ماندريل هي سلسلة من التجارب النووية في الولايات المتحدة تتكون من 52 تجربة نووية أجريت بين عامي 1969-1970. سبقت هذه الاختبارات سلسلة من عملية خط القوس وتلتها سلسلة عملية الصنفرة.